# 菲律賓飲食
菲律賓菜是菲律賓人傳統菜肴，受到當地土著文化、中國菜、西班牙菜所影響。
一般菲律賓人是以米飯作主食，佐以烹調醬汁作為調味。副食主要是海產、雞肉和豬肉，或燜或炸，炒菜不多。

## 歷史
傳統菲律賓土著基本能通過種植稻米，來解決日常飲食。由於歷史原因，先有中國人移居至菲律賓，為菲律賓帶來中國菜元素；到後來菲律賓受西班牙殖民統治，亦深深影響了菲律賓飲食方面。中國菜之影響主要在麵條和春捲，以及醬油、豬肉、魚露等等。而西班牙人則引進了烹調洋蔥、番茄、馬鈴薯等食材，並且把整個西班牙菜烹調方式套諸於菲律賓菜。

## 菜肴
- 菲律賓阿多波
- 卡爾德拉塔
- 鐵板豬內臟
- 菲律賓酸湯
- 比賓卡
- 椰絲糯米糕
- 巧克力粥